# Punyam
Punyam is een Indiase film uit 2002, geregisseerd door Rajesh Narayanan, met Boban Alummoodan en Lakshmi Gopalaswamy in de hoofdrol.

## Plot
Prinses Sukanya stemt ermee in met de oude wijsgeer Chyavana te trouwen, die per ongeluk door haar blind werd. Dasran en Satyan die twee Ashwini Kumaras zijn (hemelse natuurkundigen) komen naar de ashram van Chyavana en wanneer een van hen probeert Sukanya te verleiden, maakt ze indruk op hem met haar standvastige loyaliteit aan haar man.
Zodoende geven de Ashwini haar een zege die het zicht hersteld van Chyavana en het schenkt hem de eeuwige jeugd. Maar er is een voorwaarde. Chyavana moet een duik nemen in de Payoshini rivier met een van de Ashwini en wanneer ze uit het water komen, zien ze er allebei hetzelfde uit. Sukanya moet haar man herkennen, maar als ze de verkeerde persoon kiest, moest ze hem nog steeds accepteren als haar man.

## Rolverdeling
| Acteur              | Personage       | Opmerkingen |
| ------------------- | --------------- | ----------- |
| Krishna Kumar (KK)  | Satyan          |             |
| Boban Alummoodan    | Dasran          |             |
| Lakshmi Gopalaswamy | Prinses Sukanya |             |
| Sindhu              |                 |             |
| Captain Raju        |                 |             |
| Narendra Prasad     | Chyavana        |             |
| Risabava            |                 |             |
| Salim Kumar         |                 |             |
| Urmila Unni         |                 |             |